# Carșochești-Corăbița
Carșochești-Corăbița – wieś w Rumunii, w okręgu Vrancea, w gminie Spulber. W 2011 roku liczyła 345
mieszkańców